# Acido alendronico
L'acido alendronico o alendronato è una molecola appartenente alla classe dei bifosfonati utilizzata per rafforzare le ossa, nella terapia e nella prevenzione dell'osteoporosi e nella cura della malattia di Paget dell'osso. In Italia il farmaco è venduto dalla società farmaceutica Merck Sharp & Dohme con il nome commerciale di Fosamax nella forma farmaceutica di compresse da 70 mg. Il farmaco inoltre è venduto da numerose società farmacologiche come medicinale equivalente.

## Farmacodinamica
Acido alendronico inibisce il riassorbimento osseo indotto dagli osteoclasti. Come tutti i bifosfonati, è chimicamente correlato al pirofosfato inorganico, il regolatore endogeno del turnover osseo. Ma mentre il pirofosfato inibisce sia il riassorbimento osseo che la mineralizzazione dell'osso neoformato dagli osteoblasti, alendronato, alle dosi farmacologiche normalmente utilizzate, inibisce specificamente il riassorbimento osseo senza determinare alcun effetto sulla mineralizzazione.
Infatti il tessuto osseo che si forma durante il trattamento con acido alendronico è qualitativamente normale.
L'inibizione del riassorbimento osseo determinata da alendronato è dose-dipendente ed è circa 1.000 volte più forte, a parità di moli, di quella causata dal primo bisfosfonato, l'acido etidronico.
Per un'azione ottimale del farmaco, nell'organismo è necessaria una adeguata quantità di calcio e vitamina D in modo che possa essere promosso uno sviluppo osseo normale. 
Per tale motivo prima di iniziare la terapia dovrebbe essere corretta una eventuale ipocalcemia.
Con la sua azione il farmaco determina un aumento della massa ossea e della resistenza dell'osso, riducendo l'incidenza di fratture.

## Farmacocinetica
Dopo somministrazione per via orale il farmaco viene rapidamente ma scarsamente assorbito dal tratto gastrointestinale.
Come per altri bifosfonati potenti, la biodisponibilità di alendronato dopo somministrazione orale è decisamente bassa.
La biodisponibilità, simile nel sesso maschile e femminile, è in media dello 0,6% - 0,7% e si riduce ulteriormente se alendronato è somministrato contemporaneamente al cibo.
La concentrazione plasmatica di acido alendronico dopo assunzione orale è così bassa che non può essere rilevata analiticamente.
Il legame con le proteine plasmatiche nella specie umana è del 78%.
La quota di farmaco assorbita viene rapidamente ridistribuita a livello osseo, mentre circa la metà viene escreta immodificata per via urinaria entro 24 ore.
Dopo assorbimento nell'osso, alendronato ha un'emivita terminale stimata in 10 anni.
Gli studi clinici non hanno messo in evidenza, nell'uomo o negli animali, un metabolismo di alendronato a livello sistemico.

## Usi clinici
L'acido alendronico è utilizzato nella prevenzione e nel trattamento dell'osteoporosi postmenopausale e per ridurre il rischio di fratture vertebrali e dell'anca.
I dati della letteratura attestano una sua efficacia per il trattamento della malattia di Paget dell'osso. Trova inoltre indicazione nella prevenzione e nel trattamento dell'osteoporosi associata all'utilizzo di corticosteroidi unitamente ad una supplementazione del calcio e della vitamina D.
Gli studi clinici hanno dimostrato che il trattamento di donne in postmenopausa con acido alendronico è in grado di normalizzare il tasso di turnover dell'osso, aumentando in modo significativo la densità minerale ossea (BMD), della colonna vertebrale, dell'anca, del polso e più in generale di tutti di distretti ossei corporei.
Acido alendronico comporta una significativa riduzione del rischio di fratture vertebrali, in particolare di quelle a carico del rachide dorsale, e di tutte le fratture non-vertebrali segnatamente di quelle del polso e dell'anca.
Nello studio clinico denominato Fracture Intervention Trial, avente come oggetto donne con un alto rischio di fratture (in virtù di preesistenti fratture vertebrali), è stato dimostrato che il trattamento con alendronato 5 mg/die per due anni seguito da 10 mg/die per il terzo anno (con aggiunta di supplementi di calcio e vitamina D) ha portato a circa il 50% di riduzione delle fratture della colonna vertebrale, dell'anca e del polso rispetto ad altre donne inserite in un gruppo di controllo che assumevano solo placebo e calcio con vitamina D.

## Effetti collaterali ed indesiderati
- Generali e cutanei: cefalea, eruzione cutanea, prurito, eritema, rash cutaneo che raramente si manifesta con la sindrome di Stevens-Johnson e necrolisi tossica epidermica, mialgie, artralgie e dolori ossei.
- Tratto gastrointestinale: ulcerazione dell'esofago, che possono richiedere l'ospedalizzazione ed il trattamento intensivo. Si possono verificare anche ulcera gastrica e duodenale.
- Occhio: uveite, sclerite, episclerite si possono verificare, sia pure raramente.
- Neurologici: disturbi visivi, capogiro e vertigine, disgeusia (alterazioni del senso del gusto), allucinazioni uditive sono state segnalate in corso di trattamento con acido alendronico, così come con altri bifosfonati.[7]
- Test di laboratorio: sono state segnalate riduzioni lievi e transitorie delle concentrazioni sieriche del calcio e del fosfato. Tali alterazioni sono asintomatiche, benigne e sostanzialmente riflettono l'azione del farmaco.
- Osteonecrosi della mandibola: si può verificare un deterioramento dell'articolazione temporo-mandibolare in corso di trattamento con il bifosfonato, in particolare in associazione ad interventi di tipo odontoiatrico, specie di estrazione dentale, oppure a processi infettivi locali.[8] Il medesimo fenomeno è stato osservato in soggetti affetti da mieloma multiplo trattati con alendronato.[9][10]
- Osso: Nei soggetti che usano cronicamente e da lungo tempo alendronato si è notata una maggiore facilità di sviluppo di fratture femorali a bassa cinetica.[11][12][13] Inoltre alcuni studi suggeriscono che coloro che utilizzano alendronato potrebbero avere un numero aumentato di osteoclasti e sviluppare anche numerosi osteoclasti giganti multinucleati. Il significato di queste cellule non è chiaro.[14][15] Alendronato è stato collegato a un raro tipo di frattura del femore che si sviluppano dopo un trauma minimo. Queste fratture sono generalmente sottotrocanteriche e diafisarie femorali.[16] Sono fratture trasversali o lievemente oblique che si possono verificare lungo tutto il femore, appena al di sotto del trocantero minore. Talvolta sono localizzate appena sopra la svasatura sopracondiloidea. Le fratture sono spesso bilaterali. Sembra che l'acido alendronico renda l'osso femorale più fragile ed in qualche modo inibisca le cellule che determinano il rimodellamento osseo. Gli studi clinici dimostrano che i soggetti che assumono alendronato per più di cinque anni sono effettivamente a rischio di sviluppo di questo particolare tipo di fratture. In alcuni casi il trauma è davvero così minimo da sembrare quasi inapparente. Alcuni pazienti hanno riferito che, dopo settimane o mesi di dolori ossei inspiegabili, il femore ha ceduto semplicemente nel corso di una semplice camminata o mentre si accingevano ad alzarsi in piedi.

## Controindicazioni
Alendronato è controindicato nei soggetti con ipersensibilità al principio attivo oppure ad uno qualsiasi degli eccipienti. È inoltre controindicato nei soggetti che presentano malattie, come ad esempio stenosi od acalasia, oppure alterazioni a livello esofageo che possano determinare un ritardato svuotamento dell'organo e, pertanto, aumentare il rischio di effetti indesiderati. Similmente ne è controindicata l'assunzione in soggetti che presentano, per qualsiasi motivo, l'impossibilità a rimanere in piedi o seduti oppure in una posizione che comporta il busto eretto per almeno mezz'ora. Una ultima controindicazione relativa è rappresentata dall'ipocalcemia, la quale, se presente, deve essere corretta prima e monitorata durante il trattamento con questo bifosfonato.

## Dosi terapeutiche
- Profilassi dell'osteoporosi nelle donne: una compressa da 70 mg una volta alla settimana.
- Trattamento dell'osteoporosi nelle donne e negli uomini: una compressa da 70 mg una volta alla settimana.
- Osteoporosi in soggetti in trattamento con corticosteroidi: 35–70 mg una volta alla settimana negli uomini e nelle donne in premenopausa che sono già in trattamento ormonale sostitutivo con estrogeni. In postmenopausa nelle  donne non in trattamento ormonale sostitutivo la dose raccomandata è di 70 mg alla settimana.
- Morbo di Paget: 40 mg al giorno per sei mesi.

Alendronato deve essere deglutito almeno 30 minuti prima di assumere qualsiasi cibo o bevanda. La compressa non deve essere masticata e neppure sciolta in bocca, per il rischio potenziale che si determinino delle ulcerazioni orofaringee. Per questo motivo viene raccomandato di assumere il farmaco in posizione eretta, con un bicchiere colmo d'acqua naturale (circa 200-250 ml, evitando l'acqua gassata). Dopo aver assunto la compressa il paziente non deve coricarsi per almeno mezz'ora.

## Avvertenze e precauzioni d'uso
- L'uso di acido alendronico è sconsigliato in soggetti con compromissione marcata della funzionalità renale (clearence della creatinina inferiore a 30 ml/min).
- I disordini del metabolismo minerale (carenza di vitamina D ed ipoparatiroidismo) devono essere trattati prima di dare inizio alla terapia con alendronato.
- Molte formulazioni farmacologiche a base di alendronato contengono lattosio e saccarosio pertanto non sono indicate in soggetti con problemi ereditari di intolleranza a fruttosio o galattosio, malassorbimento di glucosio-galattosio oppure insufficienza di enzimi quali saccarasi ed isomaltasi.

## Interazioni
- Il latte, il cibo, le bevande (ad eccezione dell'acqua naturale) integratori di calcio, farmaci antiacidi (in genere contenenti magnesio o alluminio): se assunti contemporaneamente ad alendronato interferiscono con il suo assorbimento da parte del tratto gastrointestinale, riducendolo. Perciò è necessario far trascorrere almeno 30 minuti tra l'assunzione di alendronato e l'ingestione di ogni altro cibo, bevanda o farmaco.
- Analoghi della vitamina D altamente attivi o fluoruri: il trattamento concomitante con alendronato dovrebbe essere evitato.
- Ranitidina: somministrata per via endovenosa aumenta la biodisponibilità orale di alendronato. Non esistono conseguenze cliniche note.
- Anticonvulsivanti e tiazidici: si deve tenere presente l'azione di incremento del catabolismo della vitamina D.
- Farmaci antinfiammatori non steroidei (FANS): la combinazione di questi farmaci con alendronato può aumentare il rischio di ulcere gastriche.